# Делапорт, Мишель
Пьер Мишель Делапорт (фр. Pierre Michel Delaporte; сентябрь 1806, Париж — 30 сентября 1872) — французский драматург.
Учился в Амьене и первоначально посвятил себя живописи и графике: в молодости был известен талантливыми карикатурами и силуэтами, был учеником Жана-Батиста Реньо, однако из-за ухудшения зрения был вынужден оставить работу художника. Писать водевили начал в 1835 году, иногда выступая соавтором, иногда работая в одиночку.
Его многочисленные водевили имели огромный успех, особенно: «La femme de ménage» (1851), «Toinette et son carabinier» (1856), «Rose, la fruitière» (1857) и др. Много писал для сцены вместе с Оноре, братьями Коньярами, Баярдом и другими.